# سو وینسنت
سو وینسنت (انگلیسی: Sue Vincent) بازیگر و نویسنده اهل انگلستان است. وی از سال ۱۹۹۶ میلادی تاکنون مشغول فعالیت بوده‌است.
از فیلم‌ها یا مجموعه‌های تلویزیونی که وی در آن‌ها نقش داشته‌است، می‌توان به حرکت اشتباه، تلفات، ایست‌اندرز، خیابان کورونیشن، آدمکشان میدسامر، بی‌حیا و شهر هالبی اشاره نمود.